# Margrethe Parm
Margrethe Juline Parm, född 1882, död 1966, var en norsk ledare inom KFUK.
Parm avlade lärarinneexamen 1910 och verkade några år som pedagog och var 1916-26 landssekreterare i Norges kristliga ungdomsförbund. 1920-26 var hon chef för KFUK:s scouter och 1926-31 sekreterare i KFUK:s världsförbund med verksamhetsfält i Nord- och Mellaneuropa. 1931 blev Parm sekreterare i KFUK i Oslo och 1932 ordförande i KFUK:s världsförbunds kommitté för utbildning av scoutledare. Parm har utgett KFUKs historie (1926).